# Cerco de Barcelona
O cerco de Barcelona foi uma das últimas operações militares na Guerra da Sucessão Espanhola, entre o 25 de julho de 1713 e o 11 de setembro de 1714, que se enfrentaram os defensores de Barcelona e os soldados borbónicos, muito superiores em número. Os catalães vão decidir resistir até à morte.
A resistência oferecida em Barcelona e outros territórios da Coroa de Aragão aproveitou-a Filipe V para destruir os muros das cidades que resistiram ao passo borbónico, e para estabelecer uma repressão que culminou com a queima de cidades, como Xátiva, a derrogação de leis, o aprisionamento e morte de muitos cidadãos, estabelecendo definitivamente um estado baixo as leis de Castela. Em 1716, com os Decretos de Nova Planta criou-se o estado espanhol com capital em Madrid.
A execução da defesa da Batalha de Barcelona utiliza-se como símbolo da resistência do povo de Catalunha em defesa do país, e o referente mereceu a consideração de ser recordado como Dia Nacional da Catalunha.